# Physostigma venenosum
Physostigma venenosum, haba de Calabar o nuez de Eseré es una especie de planta venenosa perteneciente a la familia de las fabáceas. Es originaria del África tropical.

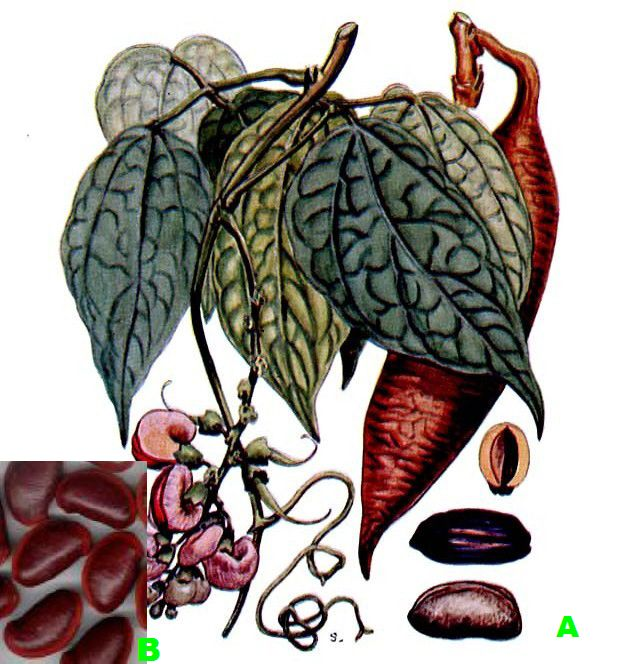
Ilustración

## Descripción
Es una planta leñosa trepadora de hasta 15 metros, con hojas trifoliadas, flores colgantes rosas o púrpuras en racimo y fruto tipo vaina con 2-3 semillas reniformes.
El nombre de Calabar lo recibe del puerto africano (Nigeria) donde se exportaba, siendo su nombre africano el de eseré. La gente de la región empleaba tradicionalmente el haba en ordalías para probar a personas acusadas de brujería y otros delitos. Si vomitaba y sobrevivía era considerado inocente, si moría por el veneno sería prueba de que era culpable. También se practicaba una especie de duelo entre adversarios, en que los oponentes se repartían un haba a la mitad, solo esa cantidad solía matar a ambos oponentes. Aunque altamente venenosa, nada en su aspecto externo, olor o sabor lo distingue de una planta inofensiva, lo que ha provocado efectos fatales con niños.
En la segunda mitad del siglo XIX Sir Richard Thomas Fraser aisló la fisostigmina, su principal principio activo, y se usó en el tratamiento del glaucoma.

## Morfología
- Semilla: 2-3 cm de longitud, 1-1,5 de anchura y hasta 1,5 de grosor.
- Presenta un tegumento pardo achocolatado y brillante.
- Se observa un surco en la cara convexa de unos 2-3 mm de anchura.
- Son inodoras, insípidas y muy duras.
- El corte transversal muestra una cavidad central y dos cotiledones cóncavo-convexos muy duros.

## Principios activos
Posee alcaloides indólicos tricíclicos, entre los que destaca la fisostigmina, otros presentes son la norfisostigmina y la eseramina. El haba de Calabar contiene habitualmente algo más de 1% de alcaloides , entre los cuales dos han sido aislados, la calabarina y la fisostigmina (o eserina). Este último y sus derivados son bastante utilizados en terapéutica. Su acción farmacológica es una inhibición de la enzima colinesterasa actuando así pues como un anticolinesterásicos. Se ha utilizado en el tratamiento de la miastenia gravis, el glaucoma y, actualmente, se realizan pruebas clínicas para el tratamiento de la enfermedad de Alzheimer. Esta planta también es utilizada como medicina en el homeopatía.

## Acción farmacológica
- La fisostigmina inhibe la enzima acetilcolinesterasa, por lo que posee actividad Parasimpaticomimética.
- También tiene efectos a nivel central ya que atraviesa la Barrera Hematoencefálica.
- A nivel de la placa motriz prolonga el efecto de la acetilcolina y aumenta la fuerza de contracción, especialmente cuando está disminuida por antagonistas (curares) o por bloqueo de RN, como en la miastenia grave.
- A nivel ocular puede bajar la presión intraocular por facilitar el flujo de salida del humor acuoso.

## Taxonomía
Physostigma venenosum fue descrita por John_Hutton_Balfour y publicado en Transactions of the Royal Society of Edinburgh 22: 310. 1861.